# Iengalítxevski
Iengalítxevski (en rus: Енгалычевский) és un poble de l'óblast de Saràtov, a Rússia, segons el cens del 2010 tenia 17 habitants. Pertany al districte municipal d'Atkarsk.